# Mónica Torres
Mónica Elizabeth Torres Glave (Lima, 5 de diciembre de 1970), conocida como Mónica Torres, es una actriz, comediante y presentadora de televisión peruana. Es más conocida por sus roles televisivos de Norma Reyes en 1000 oficios, Marisol Chacón en Así es la vida, la secretaria Lucifer Delgado en Al fondo hay sitio, y la tía Pepa en De vuelta al barrio.

## Otras actividades
Torres estudió comunicaciones, siendo así que al terminar su carrera entró a América Televisión a trabajar en producción.
En 2013, Torres concursó en el reality show de baile El gran show conducido por Gisela Valcárcel, donde obtuvo el sexto puesto tras tres meses de competencia.
En el 2023 participó en El Gran Chef Famosos segunda temporada, quedando en el sexto puesto.

## Filmografía

### Cine
| Año  | Título                       | Personaje       | Notas          | Ref.  |
| ---- | ---------------------------- | --------------- | -------------- | ----- |
| 2013 | Como quien no quiere la cosa | Señora Bastante | Rol Secundario |       |
| 2017 | Somos Néctar                 |                 | Rol Principal  | [ 3 ] |
| 2017 | Gemelos sin cura             |                 | Rol Principal  | [ 4 ] |
| 2021 | La Cosa                      |                 | Rol Principal  |       |
| 2022 | Mundo Gordo                  |                 | Rol Principal  | [ 5 ] |

### Televisión

#### Series y telenovelas
| Año       | Título                                         | Personaje                                                                                      | Notas                    | Ref.        |
| --------- | ---------------------------------------------- | ---------------------------------------------------------------------------------------------- | ------------------------ | ----------- |
| 1998–1999 | Taxista, ra ra (estilizado como Taxista Ra Ra) | "La Loca"                                                                                      | Rol de Invitada Especial |             |
| 2000–2001 | Milagros                                       |                                                                                                | Rol de Invitada Especial |             |
| 2001–2002 | Mil Oficios o 1000 Oficios                     | Norma Reyes de Rivera / "La bebe" / "Bombobombo"                                               | Rol Protagónico          | [ 6 ] [ 7 ] |
| 2003      | Mil Oficios o 1000 Oficios                     | Norma Reyes de Rivera / "La bebe" / "Bombobombo"                                               | Rol Recurrente           |             |
| 2003      | Habla Barrio                                   | Minie Maza                                                                                     | Rol Protagónico          |             |
| 2004–2007 | Así es la vida                                 | Marisol Chacón                                                                                 | Rol Protagónico          | [ 8 ]       |
| 2008      | Así es la vida                                 | Marisol Chacón                                                                                 | Rol de Invitada Especial |             |
| 2005–2008 | Teatro desde el Teatro                         | Varios Roles                                                                                   | Roles Principales        |             |
| 2007      | Rita y Yo                                      | Karen                                                                                          | Rol Recurrente           |             |
| 2009      | Las Locas Aventuras de Jerry y Marce           | Marisol Chacón "La Gorda"                                                                      | Rol de Invitada Especial |             |
| 2010      | Chico de mi barrio                             | Rosa "Rosita"                                                                                  | Rol Principal            |             |
| 2011      | Lalola                                         | Daniela                                                                                        | Rol Recurrente           |             |
| 2013      | Al fondo hay sitio                             | Secretaria Lucía Fernanda "Lucifer" Delgado / "Luci...fer"                                     | Rol Recurrente           | [ 9 ]       |
| 2014–2016 | Al fondo hay sitio                             | Secretaria Lucía Fernanda "Lucifer" Delgado / "Luci...fer"                                     | Rol Principal            | [ 10 ]      |
| 2013      | Los amores de Polo                             |                                                                                                | Rol Secundario           |             |
| 2017      | De vuelta al barrio                            | Josefina Montserrat Bravo Meléndez / "Josefina Montserrat Ugaz Tapia" / "Pepa" / "La tía Pepa" | Rol Recurrente           |             |
| 2018–2021 | De vuelta al barrio                            | Josefina Montserrat Bravo Meléndez / "Josefina Montserrat Ugaz Tapia" / "Pepa" / "La tía Pepa" | Rol Principal            |             |
| 2020      | Aislados, la serie                             |                                                                                                | Rol Principal            | [ 11 ]      |
| 2023      | Maricucha 2                                    | Monserrat Salinas «Montañita»                                                                  | Rol Secundario           |             |

#### Programas
| Año       | Título                                               | Rol                        | Notas                                                            | Ref. |
| --------- | ---------------------------------------------------- | -------------------------- | ---------------------------------------------------------------- | ---- |
| 1994      | Locademia de TV                                      | Ella misma                 | Modelo                                                           |      |
| 1997      | Gana con Ganas                                       | Ella misma                 | Modelo                                                           |      |
| 1997–1998 | Tus Tardes con July                                  | Ella misma                 | Coanimadora                                                      |      |
| 1997–1999 | Risas y Salsa                                        | Ella misma (Actriz cómica) | Elenco Principal                                                 |      |
| 1997–1999 | Risas y Salsa                                        | La maestra                 | (Sketch: El cole) Rol Recurrente                                 |      |
| 1997–1999 | Risas y Salsa                                        | Varios Roles               | Roles Secundarios                                                |      |
| 2010–2011 | Hombres trabajando para ellas                        | Ella misma                 | Presentadora                                                     |      |
| 2011      | Teletón 2011: Unámonos para cambiar pena por alegría | Ella misma                 | Edición Especial                                                 |      |
| 2011      | Teletón 2011: Unámonos para cambiar pena por alegría | Ella misma                 | Presentadora                                                     |      |
| 2011      | Teletón 2011: Unámonos para cambiar pena por alegría | Ella misma                 | (Actuación: Musical "Nueva Ola") (Con Sandra Arana y Raúl Zuazo) |      |
| 2013      | El gran show                                         | Ella misma                 | Temporada 10 Concursante (6° Puesto, Sexta Eliminada)            |      |
| 2014      | Gisela, el gran show                                 | "Lucifer" (Ella misma)     | (Secuencia: Mi hombre puede) (Con Carlos Solano y Erick Elera)   |      |
| 2014      | Gisela, el gran show                                 | Ella misma                 | Concursante Invitada (Con Erick Elera)                           |      |
| 2021      | La Banda del Chino                                   | Ella misma                 | Invitada Especial                                                |      |
| 2021      | América espectáculos                                 | Ella misma                 | Invitada Especial                                                |      |
| 2022      | Jimmy Show TV                                        | Ella misma                 | Invitada Especial                                                |      |

## Teatro
| Año  | Título                             | Personaje | Notas                      | Ref.   |
| ---- | ---------------------------------- | --------- | -------------------------- | ------ |
| 2006 | Amantes al por mayor               |           |                            |        |
| 2008 | Gorda                              |           | Dirección: Osvaldo Cattone |        |
| 2010 | Bulín                              |           | Dirección: Walter Chullo   |        |
| 2025 | Y ahora… ¿Qué hacemos con Jacinto? |           |                            | [ 12 ] |

## Radio
- Radio Teletón 2011 (2011) como Locutora.